# Any Internacional dels Idiomes
En una resolució del 16 de maig de 2007, les Nacions Unides van declarar l'any 2008 l'Any Internacional dels Idiomes.
L'Any està pensat per tractar els temes de diversitat lingüística (en el context de diversitat cultural), respecte per totes les llengües, i el multilingüisme. La resolució també parla d'assumptes de llengua a la mateixa Organització de les Nacions Unides. S'encarrega a la UNESCO la coordinació dels actes de l'Any.